# 青木瀬令奈
青木 瀬令奈（あおき せれな、1993年2月8日 - ）は、群馬県前橋市出身の日本の女子プロゴルファーである。リシャール・ミル所属。
名前の由来は、両親が音楽家で「セレナーデ」から取ったという。

## 人物
大谷翔平が高校時代につけていた野球ノートを真似て、自分も同じようにノートをつけている。
2022年にJLPGAのブライトナー(brightener)に、大里桃子、勝みなみ、申ジエ、原英莉花、吉田優利らとともに選出され、JLPGAアワード2022で特別賞を受賞した。和服で登壇したことが、ゴルフ関連サイト(e!Golf )でニュースになった。

## アマチュア時代
7歳からゴルフを始める。本来は左利きでゴルフも最初は左打ちで始めたが、父から「左だと打席が限定されるから」ということで右打ちの形を教えてもらい、現在に至っている。
アマチュア時代の主な成績として2008年の「関東ジュニアゴルフ選手権」（女子15～17歳の部）優勝、「全国高等学校ゴルフ選手権 夏季大会」優勝等がある。
群馬県立前橋商業高等学校卒業後、2011年に日本女子プロゴルフ協会（LPGA）最終プロテストに進出し9位タイで合格、LPGA83期生となる。

## プロ戦績
2014年までは出場試合数も限られていたが、同年のLPGAファイナルクォリファイングトーナメントで25位となり翌シーズンのLPGAツアー出場資格を得た。
2015年3月より三和シヤッター工業と所属契約を締結する。同年4月より大西葵（LPGA86期）の兄であるティーチングプロの大西翔太に師事すると飛距離を伸ばし、「伊藤園レディスゴルフトーナメント」2位等5戦でトップ10入り。年間獲得賞金ランキング（賞金ランク）27位で自身初のシード入りとなる。
2016年は6度のトップ10入りで、賞金ランク27位。
36ホール競技に短縮された2017年の「ヨネックスレディスゴルフトーナメント」でLPGAツアー初優勝。同年は5度のトップ10入りで、賞金ランクは32位。
2018年は6度のトップ10入りで、賞金ランク31位。
2019年は3度のトップ10入りに終わるも、賞金ランク35位で5年連続のシード入りとなった。
2020年3月より株式会社マツシマホールディングスと所属契約を締結する。
2020年から2022年まで日本女子プロゴルフ協会（LPGA）プレーヤーズ委員会委員長を務める。
2021年、「宮里藍サントリーレディスオープン」では最終日を首位・稲見萌寧と4打差で迎えたが、逆転で2度目の優勝。全日程を消化しての初優勝であり、全英女子オープンの出場権も獲得した。全英女子オープンでは2日間通算4オーバーで予選落ちした。
2022年、最終日最終組でプレーする事も有るが中々優勝に届かずトップ10入り5回などいつ優勝してもおかしくない状況で資生堂 レディスオープンで優勝し、生涯獲得賞金も3億円を突破した。
2023年3月よりリシャール・ミルと所属契約を締結する。
2023年、開幕第3戦の「Tポイント×ENEOSゴルフトーナメント」では最終日に首位の上田桃子とは4打差の2位からスタート、一時は上田に8打差をつけられる場面もあったが終始集中してプレーを続け、バックナインで上田が大きくスコアを落とすなど大荒れの状況の中で8バーディー・ノーボギーの64で回り、通算17アンダーでツアー4勝目を挙げた。また本大会では3日間トータルでもノーボギーであり、JLPGAツアーで通算15人目となるノーボギー優勝ともなった。11月の大王製紙エリエールレディスオープンでも最終日2打差の2位でスタートし67でまとめ、13アンダーで優勝しプロ13年目で初の年間2勝目をとなった。
2025年、前任者の辞任を受け7月22日付で日本女子プロゴルフ協会（LPGA）プレーヤーズ委員会委員長に再就任。

## トーナメント優勝

### ツアー優勝

#### JLPGAツアー[29](5)
| No. | Date           | Tournament                           | スコア                 | 2位との差 | 2位（タイ）                  |
| --- | -------------- | ------------------------------------ | ---------------------- | --------- | ---------------------------- |
| 1   | 2017年6月4日   | ヨネックスレディスゴルフトーナメント | −4（74-66=140）        | 2打差     | 蛭田みな美 西山ゆかり        |
| 2   | 2021年6月13日  | 宮里藍サントリーレディスオープン     | −17（71-67-66-67=271） | 1打差     | 山下美夢有 稲見萌寧 西郷真央 |
| 3   | 2022年7月3日   | 資生堂 レディスオープン              | −14 (68-69-68-69=274） | 2打差     | 菊池絵理香 黄アルム 吉田優利 |
| 4   | 2023年3月19日  | Tポイント×ENEOSゴルフトーナメント    | −17 (67-68-64=199）    | 4打差     | 笹生優花                     |
| 5   | 2023年11月19日 | 大王製紙エリエールレディス           | −13（68-65-67=200）    | 1打差     | 西郷真央                     |